# Diód község
Diód község (románul: Comuna Stremț) község Fehér megyében, Romániában. Központja Diód, beosztott falvai Diómál, Facapetri, Felgyógy.

## Népessége
A 2011-es népszámlálás adatai alapján a község népessége 2418 fő volt.